# Fluid hidràulic

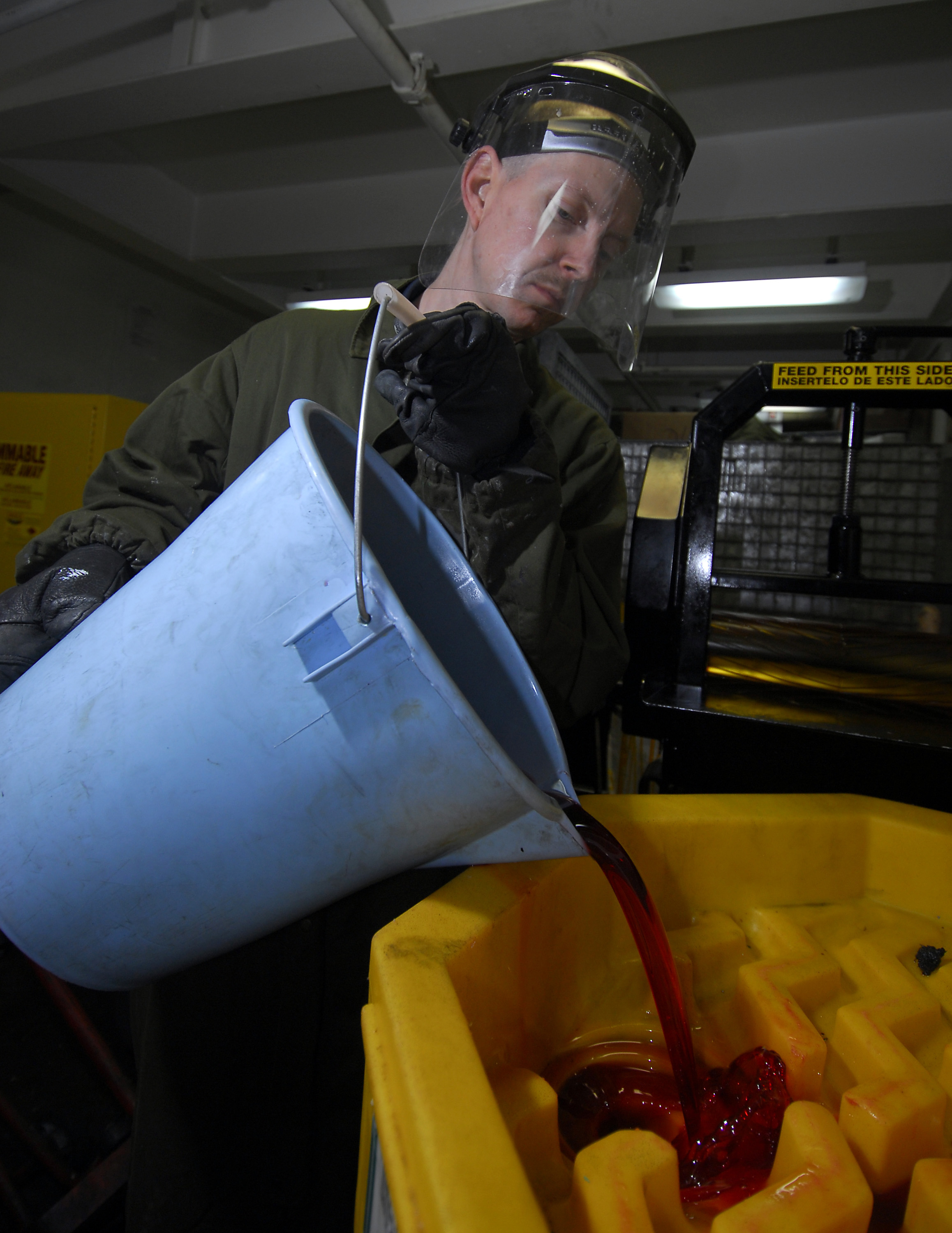
Abocant líquid hidràulic en un recipient d'emmagatzematge

Un fluid hidràulic o líquid hidràulic és el mitjà mitjançant el qual es transfereix la força a la maquinària hidràulica. Els fluids hidràulics comuns estan basats en aigua o bé algun oli mineral. Exemples d'equips que podrien utilitzar fluids hidràulics són excavadores i retroexcavadores, frens hidràulics, sistemes de direcció assistida, transmissions, camions d'escombraries, sistemes de control de vol dels avions, ascensors i maquinària industrial.
Els sistemes hidràulics com els esmentats anteriorment funcionaran de manera més eficaç si el fluid hidràulic utilitzat té una compressibilitat zero.

## Funcions i propietats
La funció principal d'un fluid hidràulic és transmetre energia. En ús, però, hi ha altres funcions importants del fluid hidràulic com la protecció dels components de la màquina hidràulica. La taula següent mostra les principals funcions d'un fluid hidràulic i les propietats d'un fluid que afecten la seva capacitat per exercir aquesta funció:
| Funció                                             | Propietat |
| -------------------------------------------------- | --- |
| Mitjà per a la transferència i control de potència | - No comprimible (mòdul gran a granel) - Alliberament ràpid de l'aire - Tendència escuma baixa - Volatilitat baixa |
| Mitjà per a la transferència de calor              | - Bona capacitat tèrmica i conductivitat |
| Segellat Mitjà                                     | - Índex de viscositat i viscositat adequat - Estabilitat a la cisalla |
| Lubricant                                          | - Viscositat per al manteniment de pel·lícules - Fluïditat a baixa temperatura - Estabilitat tèrmica i oxidativa - Estabilitat hidrolítica / tolerància a l'aigua - Neteja i filtrabilitat - Demulsibilitat - Característiques antivestiment - Control de la corrosió |
| Eficiència de la bomba                             | - Viscositat adequada per minimitzar les fuites internes - Alt índex de viscositat |
| Funció especial                                    | - Resistència al foc - Modificacions de fricció - Resistència a la radiació |
| Impacte ambiental                                  | - Toxicitat baixa quan és nova o en descomposició - Biodegradabilitat |
| Funcionar la vida                                  | - Compatibilitat material |

## Composició
El primer fluid hidràulic del qual se'n coneix us és l'aigua, usada a l'antic Egipte amb aquesta finalitat. Ja a principis de la segona dècada del segle XX l'oli mineral va començar a ser utilitzat amb major freqüència que l'aigua, gràcies a les seves propietats lubricants inherents i la seva capacitat de ser usat a temperatures superiors al punt d'ebullició de l'aigua. Avui en dia la majoria dels fluids hidràulics estan basats en composicions d'olis minerals.
Els olis naturals com la colza (també anomenat oli de canola) s'utilitzen com a estoc base de líquids on es consideren importants biodegradabilitat i fonts renovables.
S'utilitzen altres existències base per a aplicacions especials, com per a resistències al foc i aplicacions a temperatures extremes. Alguns exemples inclouen: glicol, èsters, èster organofosfat, polialphaolefin, propilenglicol i olis de silicona .
El NaK -77, un aliatge eutèctic de sodi i potassi, es pot utilitzar com a fluid hidràulic en entorns de temperatura i alta radiació, per a intervals de temperatura de 10 a 1400 ° F (-12 a 760 ° C). El seu mòdul a granel a 1000 ° F (538 ° C) és de 310.000 psi (2,14 GPa), superior a l'oli hidràulic a temperatura ambient. La seva lubricitat és deficient, de manera que les bombes de desplaçament positiu no són adequades i s'han de fer servir bombes centrífugues. L'addició de cesi permet situar la temperatura útil de -95 a 1300 ° F (−70 a 704 ° C). L'aliatge NaK-77 es va provar en sistemes hidràulics i fluids per al míssil Supersònic de Baixa Altitud.

### Altres components
Els fluids hidràulics poden contenir una àmplia gamma de compostos químics, incloent: olis, butanol, èsters (per exemple ftalats, com DEHP, i adipats, com adipat de bis (2-etilhexil)), polialquilenglicols (PAG), organofosfat (per exemple, tributilfosfat), silicones, hidrocarburs aromàtics alquilats, polialphaolefines (PAO) (per exemple, poliisobutenes), inhibidors de la corrosió (inclosos cargadors d'àcid), additius anti- erosió, etc. - 

### Líquids hidràulics biodegradables
Les aplicacions sensibles al medi ambient (per exemple, els tractors agrícoles i el dragatge marí) poden beneficiar-se de l'ús de líquids hidràulics biodegradables basats en l' oli vegetal de colza (Canola) quan hi ha el risc que un petroli es produeixi una ruptura de la línia de petroli. Normalment aquests olis estan disponibles com a olis amb especificacions ISO 32, ISO 46 i ISO 68. Les normes ASTM ASTM-D-6006, Guia per a l'avaluació de la biodegradabilitat de líquids hidràulics i ASTM-D-6046, la classificació estàndard de fluids hidràulics per impacte ambiental són rellevants.

### Líquids hidràulics antidesgast
Els olis hidràulics anti-desgast (AW) es fabriquen a partir d'un líquid base de petroli i solen contenir l'additiu anti-desgast dialklditiofosfat de zinc (ZDDP). Aquest additiu funciona per protegir la bomba hidràulica. Compten amb graus de viscositat múltiples que tenen diferents aplicacions. Per exemple, els olis hidràulics AW 46 es poden utilitzar per fer funcionar els sistemes hidràulics en equips de tot terreny com camions bolquers, excavadores i retroexcavadores, mentre que els olis hidràulics AW 32 poden ser més adequats per a aplicacions meteorològiques més fredes com en una bomba de l'arada de neu.

## Líquid de frens
El fluid de fre és un subtipus de fluid hidràulic amb alt punt d'ebullició, tant quan és nou (especificat pel punt d'ebullició de l'equilibri) com després de l'absorció de vapor d'aigua (especificat pel punt d'ebullició humit). Sota la calor de la frenada, tant l'aigua lliure com el vapor d'aigua d'un sistema de frenada poden bullir en un vapor compressible, provocant una fallada del fre. Els fluids basats en glicol són higroscòpics i la humitat absorbida reduirà considerablement el punt d'ebullició amb el pas del temps. Els fluids a base d'oli mineral i silicona no són higroscòpics.

## Fluid de direcció assistida
El fluid de direcció assistida és un sub-tipus de fluid hidràulic. La majoria són fluids a base d'oli mineral o silicona, mentre que alguns utilitzen fluids de transmissió automàtica, elaborats amb oli de base sintètica. Les transmissions automàtiques utilitzen líquids per a la seva lubricació, refrigeració i propietats hidràuliques per als acoblaments viscosos.
L'ús d'un fluid equivocat pot conduir a la fallada de la bomba de la direcció assistida.

## Seguretat
Com que els sistemes hidràulics industrials funcionen de cents a milers de PSI i les temperatures arriben a centenars de graus centígrads, les lesions greus i la mort poden causar-se de fallades en els components i cal tenir cura sempre quan es faci un manteniment en sistemes hidràulics.
La resistència al foc és una propietat disponible amb fluids especialitzats. L'aigua glicol i el poliolèster són alguns d'aquests fluids especialitzats que contenen excel·lents propietats tèrmiques i hidrolítiques, que ajuden a la resistència al foc.

## Sistemes hidràulics aeris
A mesura que el rendiment dels avions augmentava a mitjans del segle xx, la quantitat de força necessària per operar controls mecànics de vol es va fer excessiva i es van introduir sistemes hidràulics per reduir l'esforç pilot. Els actuadors hidràulics estan controlats per vàlvules; al seu torn, funcionen directament per entrada del cargol aeri (hidromecànic) o per ordinadors que compleixen les lleis de control (fly by wire).
L'energia hidràulica s'utilitza amb altres finalitats. Es pot emmagatzemar en els acumuladors per iniciar una unitat de potència auxiliar (APU) per autoiniciar els motors principals de l'aeronau. Molts avions equipats amb la família M61 de canons utilitzen energia hidràulica per conduir el sistema de canons, permetent taxes elevades de foc fiables.
La mateixa potència hidràulica prové de bombes accionades directament pels motors o de bombes accionades elèctricament. En els avions comercials moderns es tracta de bombes accionades elèctricament; en cas que tots els motors no funcionin en vol, el pilot desplegarà un generador elèctric impulsat per hèlix anomenat Ram Air Turbine (RAT) que s'amaga sota el fuselatge. Això proporciona energia elèctrica per a les bombes hidràuliques i sistemes de control, ja que la potència ja no està disponible pels motors. En aquest sistema i altres bombes elèctriques poden proporcionar tant la redundància com els mitjans per fer funcionar sistemes hidràulics sense que els motors funcionin, cosa que pot ser molt útil durant el manteniment.

### Especificacions

#### DIN 51524 (Parts 1–3)
Defineix les propietats, l’additivació i les gammes de viscositat dels olis hidràulics a base d’oli mineral per al mercat alemany.
- Part 1: HL
- Part 2: HLP
- Part 3: HVLP

(Existeixen variants específiques com HLPD o HVLPD, que no es descriuen en detall a la norma, però són reconegudes al mercat.)

#### ISO 6743/4 i ISO 11158
Classifiquen els fluids hidràulics segons diferents categories (HL, HM, HV, HG, etc.).
Són àmpliament utilitzades a nivell internacional, especialment en el sector de l'enginyeria i la maquinària d'exportació.

#### Military Performance
- Mil-PRF-5606 (originalment Mil-H-5606): base mineral, punt de inflamabilitat bastant baix, usable des de −65 °F (−54 °C) a 275 °F (135 °C), de color vermell, desenvolupat a la dècada de 1940[11]
- MIL-PRF-6083: utilitzable des de -54 ° C a 135 ° C "on cal protecció contra la corrosió i s'ha determinat que no es pot utilitzar el fluid hidràulic MIL-PRF-46170 (FRH). Inclou l'ús en mecanismes de reculada i sistemes hidràulics per a armes giratòries o dispositius dirigits d'equips de suport tàctic i de suport, excepte vehicles / equips blindats de combat que necessiten FRH. El fluid hidràulic també s'utilitza com a fluid conservant per a sistemes hidràulics d'avions i components on s'utilitza MIL-H-5606 (OHA) o MIL-PRF-87257 com a fluid operatiu. "[12]

Base d'hidrocarburs sintètics: Aquests líquids sintètics són compatibles amb els líquids hidràulics de base mineral i es van desenvolupar per abordar la retirada del punt de flaix baix dels líquids hidràulics a base de minerals.
- Mil-H-83282: base d'hidrocarburs sintètics, punt de flaix superior, autoextingent, compatible enrere cap a -5606, color vermell, classificat a −40 °F (−40 °C) graus.
- Mil-H-87257: desenvolupament d'un fluid de -83282 per millorar la seva viscositat a baixa temperatura.

#### Base èster fosfat
- Especificació militar EUA / OTAN - MIL-H-8446
- Boeing Seattle - BMS3-11
- Boeing Long Beach - DMS2014
- Boeing Long Island - CDS5478
- Lockheed - LAC C-34-1224
- Airbus Industrie - NSA307110
- Aeroespacial britànic - BAC M.333. B
- Bombardier - BAMS 564-003
- SAE - Ac974
- SAE - AS1241
- Skydrol

## Altres usos
Les propietats de l'oli hidràulic HLP 32 el fan ideal per a la lubricació de màquines-eina.